# 2244 Тесла
2244 Тесла (2244 Tesla) — астероїд головного поясу, відкритий 22 жовтня 1952 року.
Названий на честь Ніколи Тесли (1856–1943), сербського та американського винахідника і фізика.
Тіссеранів параметр щодо Юпітера — 3,283.